# Lentinus tigrinus
Lentinus tigrinus es una especie de hongo del género Lentinus, familia Polyporaceae, orden Polyporales. Es considerado no venenoso. Tiene actividades antioxidantes y antimicrobianas.
La especie fue descrita bajo ese nombre científico por Elias Magnus Fries en 1825.